# Egsdorf (Teupitz)

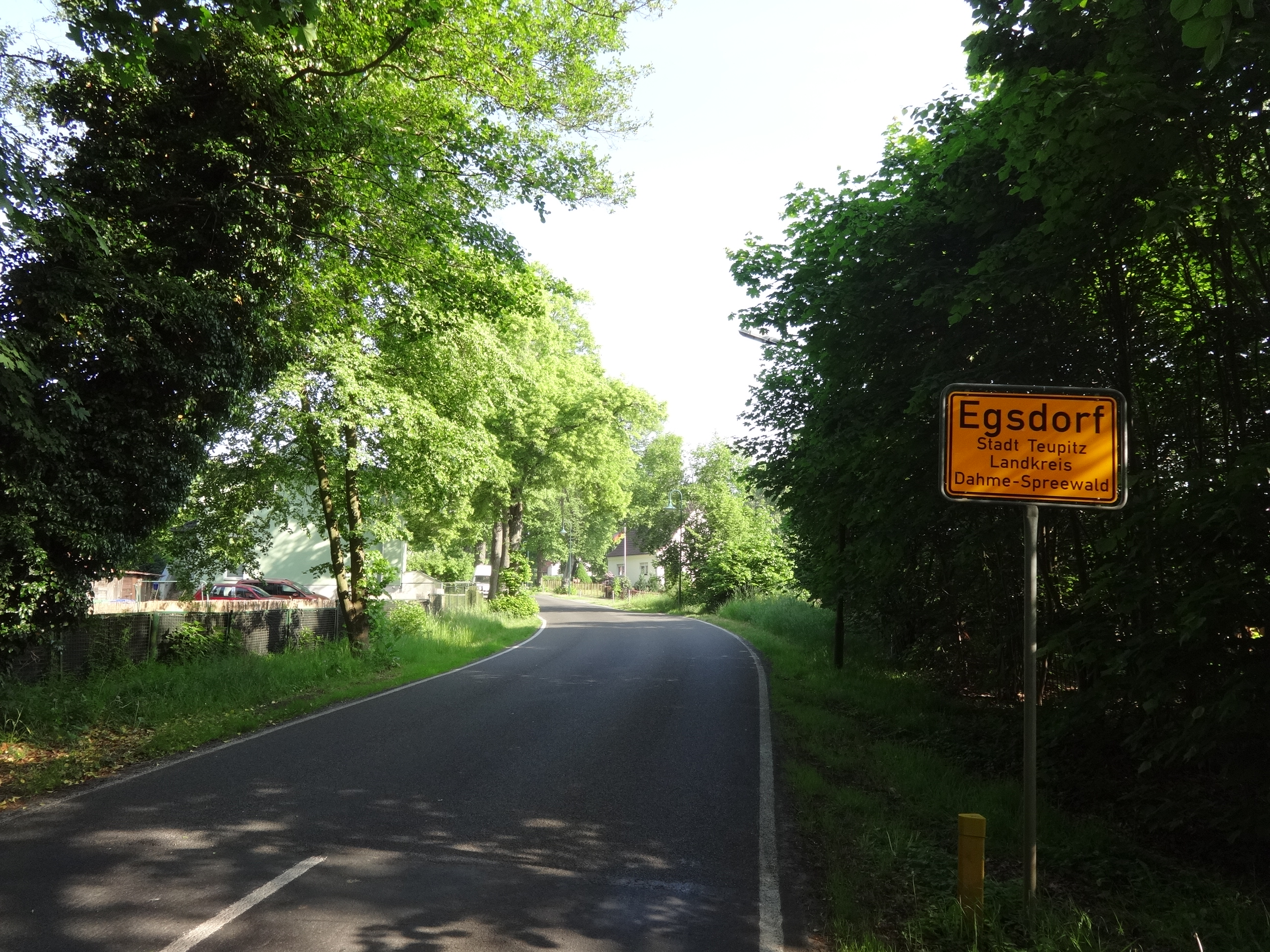
Ortseingang von Egsdorf

Egsdorf ist ein Ortsteil der Stadt Teupitz im Landkreis Dahme-Spreewald in Brandenburg.

## Geographische Lage
Egsdorf liegt westlich des Stadtzentrums am Teupitzer See. Im Norden schließen sich der Ortsteil Töpchin von Mittenwalde, im Westen der Ortsteil Lindenbrück sowie der Gemeindeteil Zesch am See (ein Ortsteil von Lindenbrück) der Stadt Zossen an. Südlich der Gemarkung liegen die Teupitzer Ortsteile Tornow und Neuendorf. Das westlich gelegene Naturschutzgebiet Kleine und Mittelleber sowie der Lebersee sind ebenso Bestandteil von Egsdorf, wie auch die im südlichen Bereich befindlichen Bäche, namentlich der Gemeindegraben und Ausläufer des Kleinen Mühlengrabens, die in den Teupitzer See entwässern. Dort befindet sich in rund 430 Meter vom Festland die Insel Egsdorfer Horst. Zur Gemarkung Egsdorf gehört der Wohnplatz Kleine Mühle.

## Geschichte

### 16. bis 18. Jahrhundert
Egsdorf wurde im Jahr 1546 erstmals urkundlich als Eißdorff erwähnt und gehörte über viele Jahrhunderte zum Besitz der Familie Schenk von Landsberg, die 1437 der Stadt Teupitz die  Stadtrechte und Stadtsiegel verliehen. Der Ort besaß nie eine eigene Kirche, sondern war immer nach Teupitz eingepfarrt. Die Gläubigen konnte die dortige, 1346 errichtete Heilig-Geist-Kirche besuchen. Aus dem Jahr 1608 ist die Schreibweise Hegeßdorff bekannt. 1624 lebten und arbeiteten sechs Hufner sowie ein Hirte im Ort, die gemeinsam neun Hufen bewirtschafteten. Im Dreißigjährigen Krieg fiel der Ort annähernd wüst, denn im Jahr 1652 lebten in Egesdorff lediglich noch ein Erbschulze sowie drei Bauern. 1671 wechselte der Name zu Eygersdorff; nach und nach stieg die Anzahl der Einwohner im Ort und so sind 1685 bereits fünf Bauern sowie ein Kötter nachgewiesen. Im Mittelalter ist die Existenz einer Wassermühle überliefert, die Kleine Mühle. 1711 bewirtschafteten acht Hüfner sowie ein Hirte insgesamt neun Hufen. 1717 erwarb das preußische Königshaus die Ländereien des Schenkenländchens und setzte im Amt Teupitz einen Verwalter ein. Die Bauern lieferte fortan den Wein für den im Schloss eingesetzten Amtmann, der daraufhin den Ort als Amtmanns Weinberg bezeichnete. Von dort aus hatten Besucher einen weiten Blick über den Teupitzer See. Die Bevölkerungsanzahl blieb in den darauf folgenden Jahren weitgehend konstant. Egsdorf entwickelte sich, wie eine Darstellung im Schmettauschen Kartenwerk zeigt, zu einem Sackgassendorf.

### 19. Jahrhundert
1801 gab es acht Ganzbauern, einen Büdner, einen Einlieger sowie weiterhin neun Hufen und 11 Feuerstellen (=Wohngebäude). Bis 1840 stieg die Anzahl auf 13 Wohngebäude an. 1858 waren acht Hofeigentümer mit 16 Knechten und Mädgen im Ort tätig. Es gab vier nebenberuflich tätige Landwirte, 16 Arbeiter und 12 Besitzungen: Acht umfassten eine Fläche von 300 bis 600 Morgen (zusammen 2724 Morgen), weitere zwei eine Fläche von 30 bis 300 Morgen (zusammen 139 Morgen) sowie zwei unter 5 Morgen (zusammen neun Morgen). Außerdem gab es bereits einen Schneidermeister sowie einen Krug. 1849 wechselte die Gerichtsdeputation vom Amt Buchholz nach Mittenwalde (ab 1879 Amtsgericht Mittenwalde). 1860 wurden insgesamt 2904 Morgen Land bewirtschaftet, wobei 2329 Morgen auf Waldfläche entfielen und lediglich 360 Morgen Ackerland, 80 Morgen Wiese und 85 Morgen Weide bewirtschaftet wurden. Hinzu kamen 33 Morgen Gehöfte sowie 17 Morgen Gartenland. Ein weiterer Wirtschaftszweig entstand in der Produktion von Mauerziegeln, die von 1860 bis ca. 1920 von der Ziegelei Asch hergestellt und nach Berlin und Brandenburg verschifft wurden. 1860 bestanden ein öffentliches sowie 18 Wohngebäude. Hinzu kamen insgesamt 30 Wirtschaftsgebäude, darunter die besagte Ziegelei. 1872 entstand am Südufer des Teupitzer Sees eine Bockwindmühle, die ebenfalls den Namen Kleine Mühle trug und die Bevölkerung mit Mehl versorgte. Im Jahr 1900 gab es 36 Wohnhäuser.

### 20. und 21. Jahrhundert

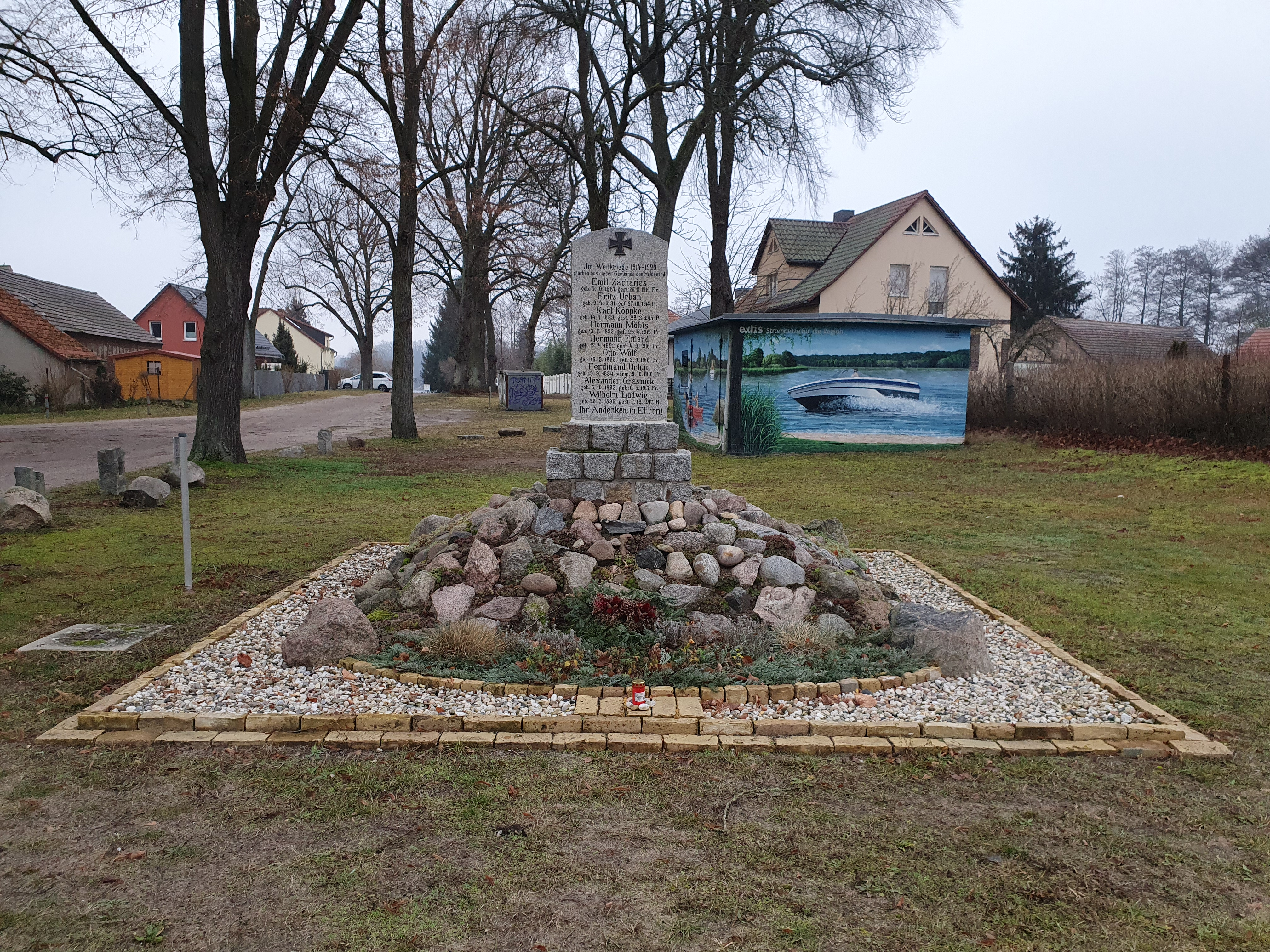
Denkmal für die Gefallenen des Ersten Weltkriegs

Anfang des 20. Jahrhunderts befand sich Egsdorf im Besitz der Stadt. Sie verkaufte große Teile der Gemarkung im Jahr 1909 an einen neu entstehenden Truppenübungsplatz für das III. Armeekorps und das Gardekorps in Zehrensdorf/Wünsdorf. Zur gleichen Zeit entwickelte sich in Egsdorf eine Badestelle mit drei Seegaststätten, darunter auch das Tornows Idyll von Wilhelm Tornow. Um die Attraktivität der Gaststätte zu steigern, baute er 1896 einen Aussichtsturm, der rund 30 Jahre lang bestand. Von der Gaststätte ist im 21. Jahrhundert lediglich die Straßenbezeichnung Tornows Idyll in Egsdorf erhalten geblieben. Von 1935 bis 1939 bauten Handwerker die Mühle ab; sie wurde verkauft. Im Ort gab es 1939 einen land- und forstwirtschaftlichen Betrieb mit einer Fläche von 20 bis 100 Hektar sowie sechs Betriebe mit einer Fläche von 5 bis 10 Hektar. Weitere 21 Betriebe bewirtschafteten kleinere Flächen von 0,5 bis 5 Hektar.
Nach dem Ende des Zweiten Weltkrieges wurden 163 Hektar enteignet und 144 Hektar neu verteilt: 23 Betriebe, die bislang maximal einen Hektar bewirtschafteten, erhielten zusammen 4 Hektar, zwei Betriebe, die bislang 5 bis 10 Hektar bewirtschafteten, bekamen zusammen 16 Hektar. 27 weitere Bauern kamen in den Genuss von insgesamt 124 Hektar neuem Land. Zahlreiche Bauern gründeten 1957 einen Örtlichen Landwirtschaftsbetrieb, der an die LPG in Schönefeld angeschlossen war. 1962 kam es zu einer eigenständigen Gründung einer LPG, die zunächst an die LPG in Töpchin an- und 1973 eingegliedert wurde. Zur Zeit der DDR verschwanden die Gaststätten und wurden zu Ferienlagern und Schulungsheimen umfunktioniert. Im östlichen Bereich der Gemarkung entstand eine Kleingartenanlage. 1974 erfolgte die Eingemeindung nach Teupitz. Nach der Wende entstanden eine Ferienanlage sowie eine neue Gaststätte. 2005 wurde bekannt, dass die in den 1930er Jahren abgebaute Mühle als Paltrockmühle in Schönewalde im Landkreis Elbe-Elster aufgebaut und in Betrieb genommen wurde.

## Bevölkerungsentwicklung
| Jahr | Einwohner |
| ---- | --------- |
| 1734 | 59        |
| 1801 | 76        |
| 1858 | 125       |
| 1895 | 260       |
| 1939 | 362       |
| 1946 | 348       |
| 1964 | 238       |
| 1971 | 227       |

## Kultur und Sehenswürdigkeiten

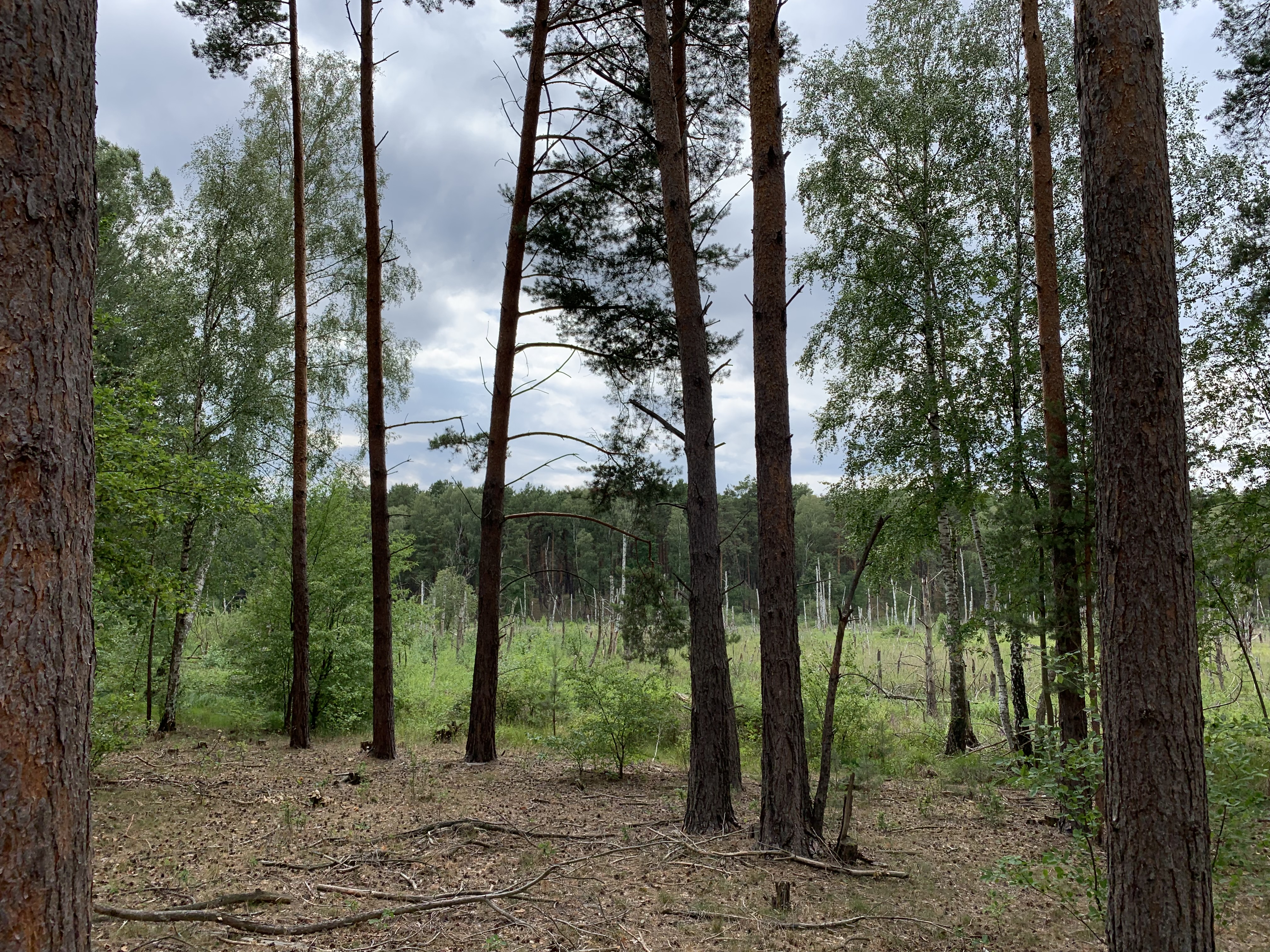
NSG Kleine und Mittelleber

- Der 66-Seen-Wanderweg verläuft auf seiner Etappe von Wünsdorf nach Halbe durch den Ortsteil.[2]
- An der Dorfaue erinnert ein Denkmal an die Gefallenen des Ersten und Zweiten Weltkrieges.
- Das rund 66 Hektar große Naturschutzgebiet Kleine und Mittelleber wurde am 9. Juni 1995 unter Schutz gestellt. Es dient als „Standort seltener, in ihrem Bestand bedrohter wildwachsender Pflanzengesellschaften, insbesondere der mesotrophen Moore, Groß- und Kleinseggenriede, Erlenbrüche und Weidenbüsche sowie der als Saumbiotope ausgebildeten Trockenrasengesellschaften; als Lebensraum bestandsbedrohter Tierarten, insbesondere als Brut- und Nahrungsgebiet für zahlreiche Kleinvogelarten sowie als Rückzugsgebiet für bestandsbedrohte Lurche und Reptilien; [und] in seiner durch die besonderen geologischen Bedingungen am Nordrand eines ausgedehnten Endmoränenbogens und einer durch extensive landwirtschaftliche Nutzung entstandenen Strukturvielfalt.“[3]

## Wirtschaft und Infrastruktur

### Wirtschaft
Der Ort ist im Wesentlichen vom Tourismus geprägt: Den Reisenden stehen mehrere Unterkünfte sowie ein Campingplatz zur Verfügung. Daneben existieren einige wenige, eher handwerklich orientierte Kleingewerbetreibende sowie ein Therapiezentrum für Psychotherapie und andere Erkrankungen.

### Verkehr
Durch den Ort verläuft in Nord-Süd-Richtung die Chausseestraße, die Egsdorf mit Teupitz und Töpchin verbindet. In westlicher Richtung verlaufen die Zossener Straße sowie die Baruther Straße
Die Buslinie 726 der Regionalen Verkehrsgesellschaft Dahme-Spreewald verbindet den Ortsteil mit Teupitz und Königs Wusterhausen.